# Cnido
Cnido o Gnido (en griego, Κνίδος; en latín, Cnidus; en turco, Knidos) fue una ciudad griega de Asia Menor situada en la antigua región de Caria (actual Turquía).

## Ubicaciones
Se cree que la ciudad se encontraba originalmente en la parte sudoriental de la península Datça, en el lugar llamado actualmente Burgaz, pero en el siglo IV a. C. se trasladó a un nuevo emplazamiento situado a unos 35 km de distancia que se hallaba en la punta occidental de esta península, donde está en la actualidad Tekir.
En este último emplazamiento la ciudad tenía dos puertos; el situado al noroeste era un puerto militar y el del sureste era comercial. Parte de la ciudad con una planta octogonal, estaba en una isla (hoy unida al continente por un istmo y conocido como Cabo Krio) y el resto en tierra firme.
Se conservan las ruinas de este último emplazamiento, que son grandes y cubren una gran extensión. Las murallas se pueden apreciar perfectamente (son dos, una ciclópea y la otra en parte pseudoisódoma y en parte isódoma), así como parte de los dos puertos. Se conservan también dos teatros y los restos de un gran edificio, probablemente un templo. A dos km de las ruinas hacia al este se han hallado numerosas tumbas, algunas de las cuales son edificios de gran tamaño.
Por otra parte, también se han efectuado excavaciones en el primitivo emplazamiento ubicado en Burgaz que han sacado a la luz restos de una importante estructura urbana que se servía de varios puertos en sus inmediaciones.

## Historia

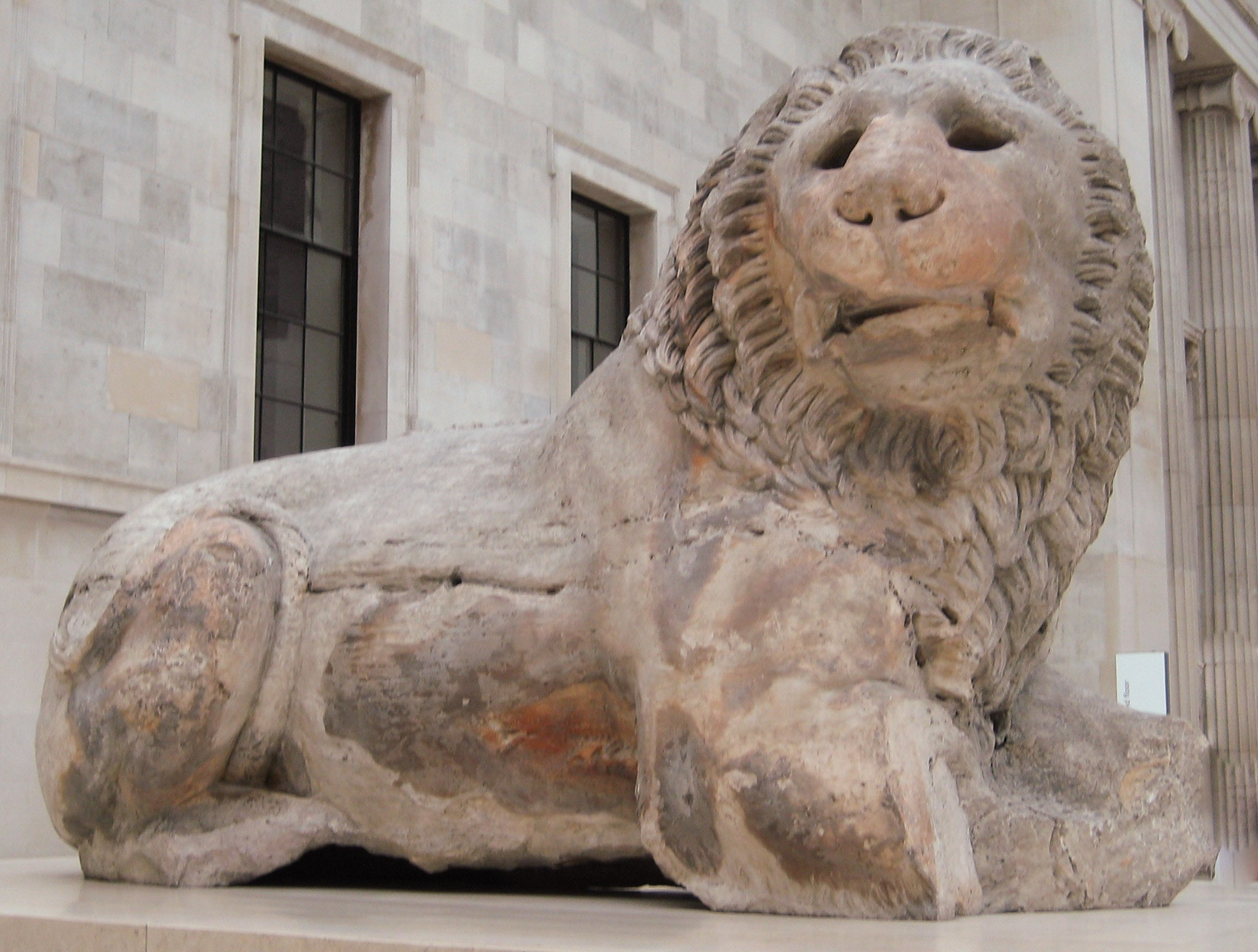
El león de Cnido, en el Museo británico.

Fundada por los dorios del Peloponeso dirigidos por el mítico Triopes, fue una de las ciudades miembros de la confederación o anfictionía de la Hexápolis dórica, que fue reducida a cinco ciudades con la expulsión de Halicarnaso (Cnido, Cos, y las ciudades de Lindos, Ialisos y Cámiros en Rodas) con centro en el templo del Apolo Triopio, donde se hacían juegos y celebraciones además de las reuniones políticas. Este templo estaba en la isla donde está Cnido (isla que se ha unido a la costa y es el actual Cabo Krio). Cnido comerciaba con Egipto (donde tenía la factoría de Naucratis) y tenía su tesoro en Delfos. Cnido fundó colonias como Lípara.
Fue ocupada por el general persa Harpago, al servicio de Ciro II el Grande hacia el 540 a. C. En palabras de Heródoto, los cnidios intentaron cortar el istmo que les unía con el continente pero al excavar, las piedras saltaban de forma natural a los cuerpos y ojos de los obreros. Al preguntar a la pitia de Delfos por tal suceso esta prohibió la excavación. Finalmente los cnidios se rindieron a Harpago sin oponer resistencia. Permaneció bajo dependencia de Persia hasta el comienzo de la guerra del Peloponeso en que los habitantes de Cnido fueron aliados de Atenas, pero la ciudad se separó de la alianza después de la derrota de la expedición a Sicilia en 413 a. C. Atenas intentó recuperarla y la atacó sin éxito.
En 394 a. C. el general ateniense Conón aliado con el rey chipriota Evagoras I y el sátrapa Farnabazo venció en estas costas a la escuadra espartana de Lisandro y destruyó la supremacía de Esparta.
En Cnido había un templo muy famoso dedicado a Afrodita, cuya efigie (Afrodita Cnidia) era obra del escultor griego Praxíteles; también era célebre otra escultura ubicada en esta ciudad: la Deméter de Cnido obra de Leocares mientras que en las cercanías, frente al mar, sobre el promontorio Triopio se hallaba el templo dedicado al dios solar y mítico fundador Triopas (o Triopes).
Durante la guerra entre Roma y el seléucida Antíoco III Megas, Cnido fue aliada de Roma. En 163 a. C. envió ayuda a Calinda rebelada contra Cauno. Fue incluida en la provincia de Asia cuando se creó en 129 a. C., pero fue ciudad libre dentro de la provincia, según asegura Plinio el Viejo. Antes del 67 a. C. fue atacada por los piratas cilicios, como también lo fueron Colofón, Samos y otros lugares, pero a partir de esta fecha Pompeyo aseguró la tranquilidad con diversas medidas militares y políticas.
Eudoxo, matemático y astrónomo; Sóstrato, famoso constructor del Faro de Alejandría; Ctesias, médico e historiador y Agatárquidas, escritor, entre otros, nacieron en la ciudad.